# R-11 Zemlya
El R-11 Zemlyá (ruso: Р-11 Земля, literalmente 'Tierra'), índice GRAU 8A61 era un misil balístico táctico de fabricación soviética. También es conocido por su nombre de informe de la OTAN SS-1b Scud-A. Fue el primero de varios misiles soviéticos similares a los que se les dio el nombre de informe Scud . Se aceptó en servicio la variante R-11M, con índice GRAU 9K51 (9К51).